# Shure SM57
Pour les articles homonymes, voir Shure (homonymie).

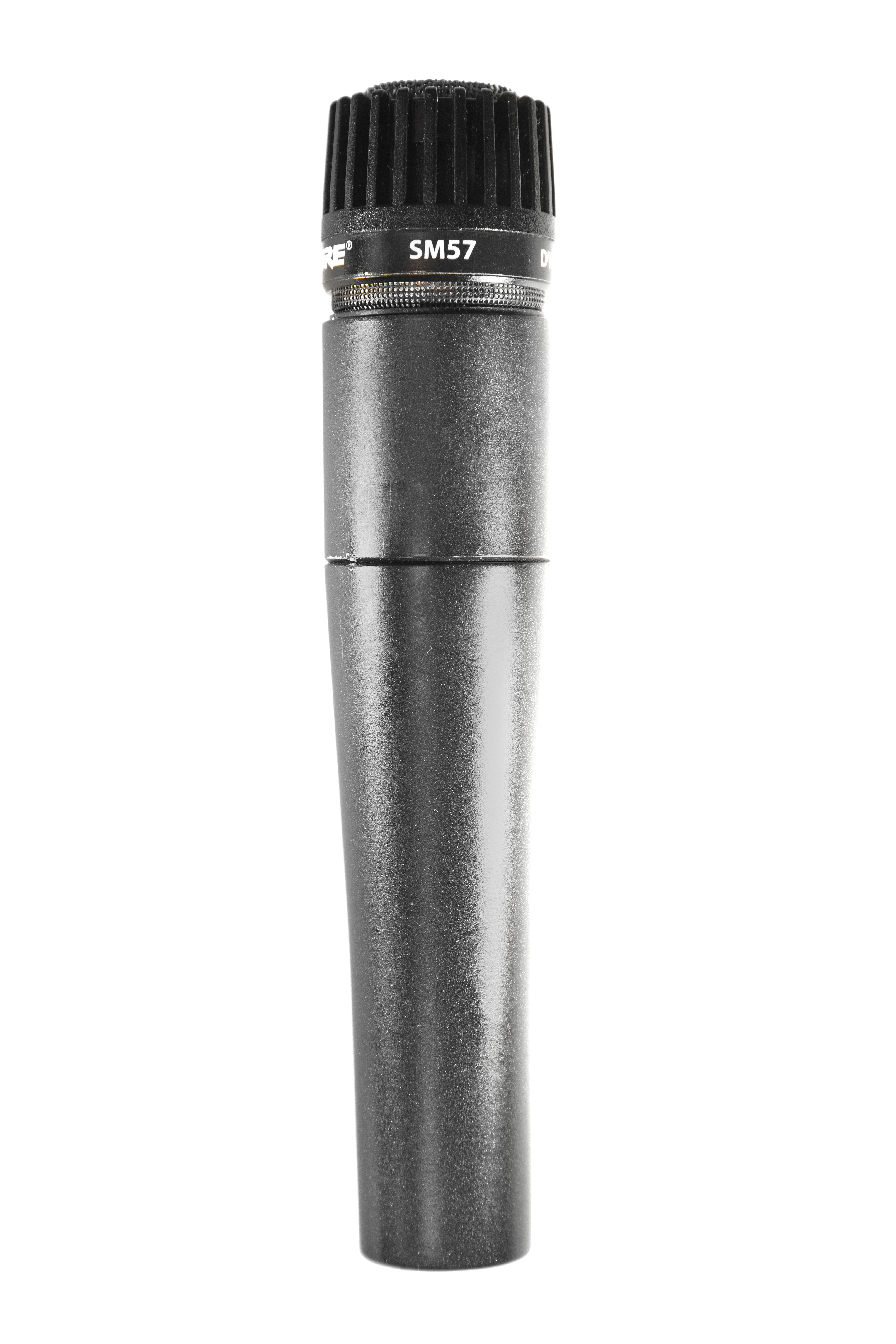
Microphone Shure SM57

Le Shure SM57 est un microphone dynamique unidirectionnel fabriqué par la société Shure, conçu pour la prise de son instrumentale et vocale. Il est souvent utilisé pour faire la prise de son des amplificateurs de guitare. Beaucoup d'ingénieurs du son l'utilisent aussi pour capter la caisse claire (snare) d'une batterie. C'est l'un des microphones les plus utilisés au monde, avec le Shure SM58.
Il est, depuis 1965, le microphone officiel du président des États-Unis et de l'agence des communications de la Maison-Blanche. Depuis Lyndon B. Johnson, tous les discours des présidents américains ont été retransmis à l'aide de ce microphone.

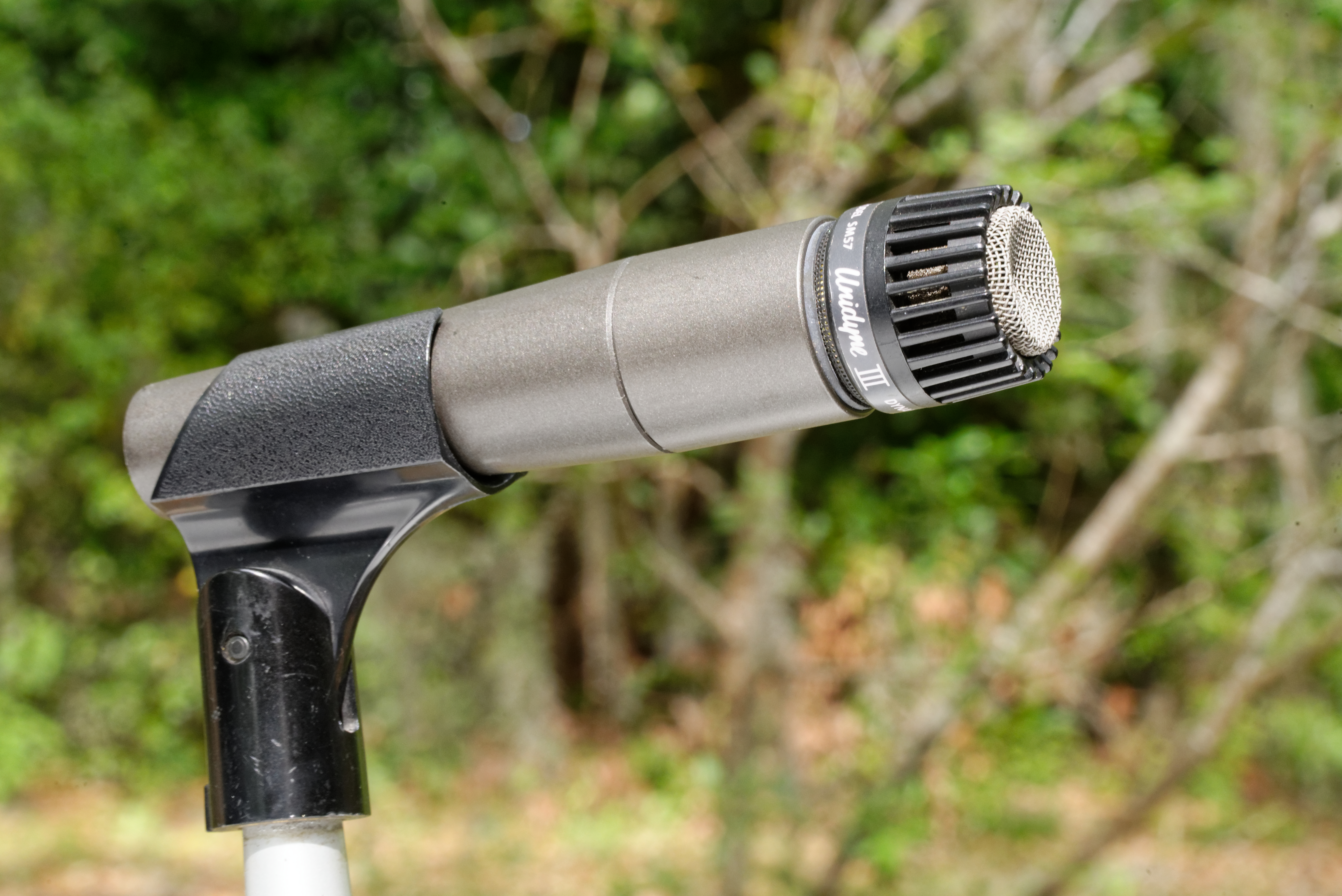
Shure SM57 Unidyne III, vers 1984.

## Avantages
- Gamme de fréquence étudiée pour les percussions, la guitare et la voix.
- Configuration cardioïde isolant la source sonore principale tout en réduisant le bruit de fond[1].
- Système antichocs pneumatique réduisant les bruits de manipulation.

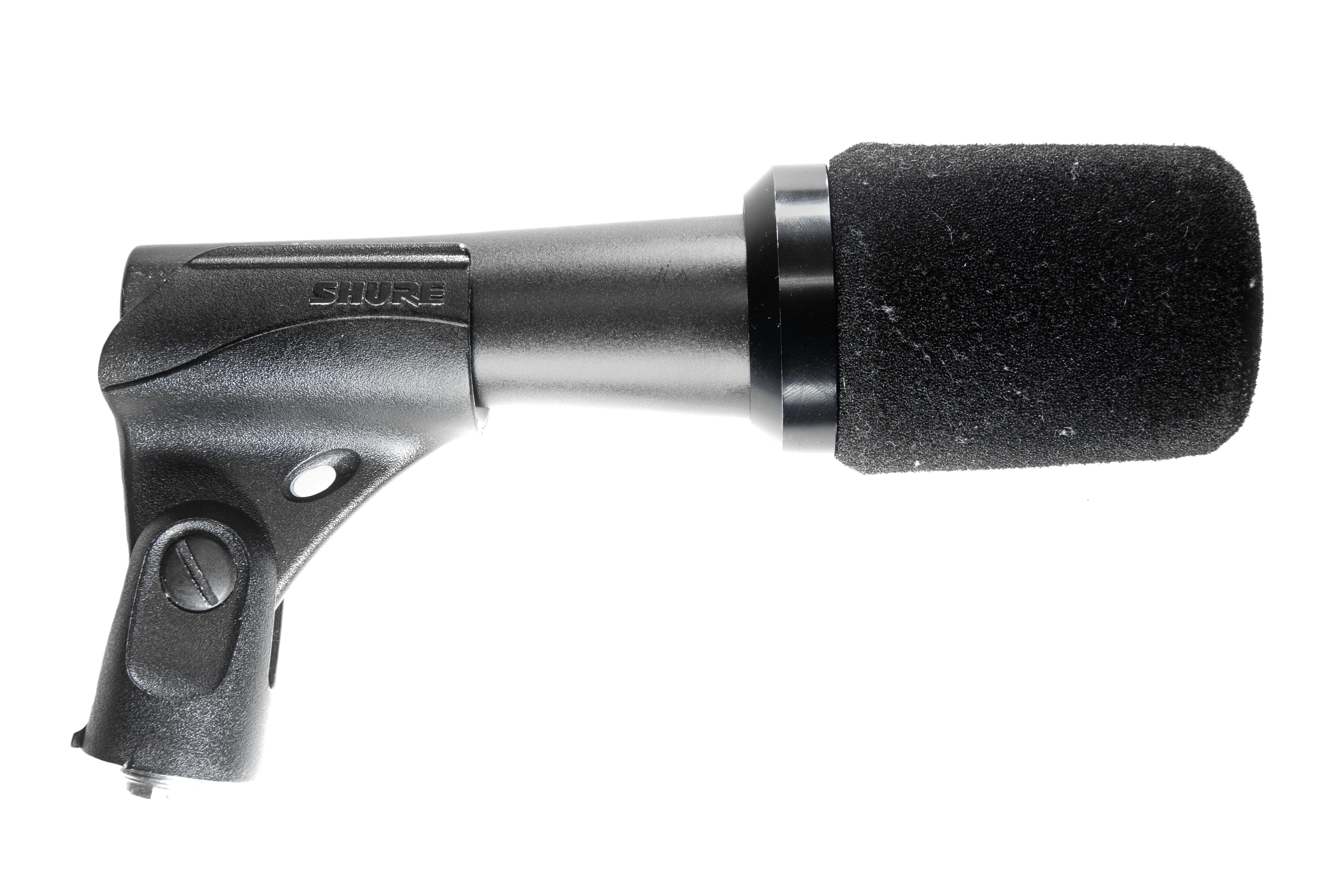
Shure SM57 avec bonnette.

- Qualité, fiabilité, robustesse.
- Prix abordable[1].

## Caractéristiques techniques
- Bande passante : 40 à 15 000 Hz
- Niveau de sortie (à 1 000 Hz) : -56,0 dBV/Pa (1,6 mV)
- Impédance : l'impédance nominale est de 150 ohms (310 Ω réelle) pour connexion aux entrées de microphones basse impédance
- Polarité : une pression positive sur le diaphragme produit une tension sur la broche 2 par rapport à la broche 3
- Connecteur : XLR mâle
- Corps : acier moulé, grille polycarbonate et coupe-vent en acier inoxydable
- Poids : 284 grammes